# Gennaro Favai
Gennaro Favai (Venezia, 7 marzo 1879 – Venezia, 14 febbraio 1958) è stato un pittore italiano.

## Biografia
Gennaro Favai nacque a Venezia il 7 marzo 1879; iniziò a frequentare l'Accademia di Belle Arti di Venezia nel 1900 con scarso successo e da dove venne espulso. Continuò la sua formazione artistica presso lo studio di Vittore Zanetti Zila (1864-1946) che lo avvicinò alla pittura veneta del Cinque-Seicento dalla quale trasse insegnamento sull'uso del colore e della luce. Negli stessi anni frequentò anche Mario De Maria (1852-1924) che considerò il suo secondo maestro e che lo avvicinò al Simbolismo.
Gennaro Favai dipinge i primi paesaggi producendo da sè i colori da usare e sperimenta una grande varietà di tecniche mescolando tempera e olio. Realizza dei bozzetti tratti dal vero che poi rielabora meticolosamente in studio; i suoi soggetti sono paesaggi veneziani spesso notturni, carichi di valenze simbolistiche. I suoi paesaggi però ottennero più successo all'estero che in patria.
Dal 1907 al 1948 espose più volte alla Biennale di Venezia.
Dal 1906a l 1915 soggiornò a Parigi dove espose regolarmente a Salon ed ebbe modo di farsi conoscere in tutta Europa. Nel 1910 espose a Dresda e l'anno successivo partecipò all'Esposizione internazionale di Barcellona.
Nel 1916 visse per un breve periodo a Taormina per trasferirsi a Capri dove soggiornò dal 1918 al 1921. Nel 1921 partecipò all I^ Biennale romana e nel 1922 alla XII Mostra di Ca' Pesaro dove aveva già esposto le sue opere nel 1908 e nel 1911. Dal 1923 fu spesso negli Stati Uniti dove espose a New York e a Boston.
Soggiornò anche a Londra dove studiò le opere di William Turner che divennero per lui un riferimento indispensabile.
La protagonista dei dipinti degli ultimi anni è una Venezia sempre più inconsistente, illustrata con leggeri tratti a pastello in una atmosfera quasi favolistica.
Favai  morì a Venezia il 14 febbraio 1958 e nel mese di ottobre La Galleria della Fondazione Bevilacqua La Masa organizzò una mostra commemorativa con numerosi suoi dipinti ed anche con alcuni disegni e incisioni. 
Nel 1987 La Galleria "Al Cavallino" di Venezia organizzò una sua mostra retrospettiva.
Sulla facciata della sua casa in Campo Sant'Agnese n. 811, il Comune ha posto una lapide commemorativa con la seguente scritta: "IN QUESTA CASA / GENNARO FAVAI / PITTORE VENEZIANO / DIPINSE / FECE AMARE NEL MONDO / LA LUCE DELLA SUA CITTA' / 1879 -1958"